# Luis Maldonado
Luis Eduardo Maldonado Presa (Montevideo, Uruguay; 26 de marzo de 1985) es un futbolista uruguayo. Juega como defensa central y actualmente se encuentra sin club tras su pasaje por Progreso de la Primerea División de Uruguay.

## Trayectoria
Debutó con Club Atlético Platense en la Segunda categoría de fútbol en Uruguay.
En la temporada 2009-10, fue campeón de la Segunda División con Tanque Sisley, consiguiendo su ascenso a la Primera División. Luego de una gran temporada con Boston River, fue cedido a préstamo a Gimnasia de Jujuy. Jugó al lado de su compatriota Leonardo Rivero.
A inicios del 2014 fichó por Marathón, uno de los clubes más grande de Honduras.
El 2015 firmó por Deportivo Quito, club donde destacó e incluso anotó 3 goles. Sin embargo, los problemas económicos hicieron que regresó al fútbol argentino. Llegó a préstamo por una temporada a Chacarita Juniors. Cumplió con el objetivo de salvarse del descenso y rescindió contrato con mutuo acuerdo.

### The Strongest
El 22 de diciembre del 2015 firma su contrato con The Strongest por un año, fue un pedido de Pablo Caballero quien lo conoce desde Paraguay. Jugó la Copa Libertadores 2016 y Copa Libertadores 2017 donde tuvo una gran performance. Además logró ganar el Torneo Apertura 2016. Jugó al lado de su compatriota Matías Alonso.

### Peñarol
Luego de terminar su contato con los tigres, al quedar libre firmó contrato con Peñarol., club el cual confesó que era hincha. Sin embargo, fue muy criticado por la hinchada y nunca pudo ganarse el titularato. Jugó al lado de Mathias Corujo, Walter Gargano y Cristian Rodríguez.
A mediados del 2018 emigró nuevamente, esta vez su destino sería Chile en Club Deportes Cobreloa. Tras el fallido ascenso de Cobreloa a la Primera A, el cual perdió en la Final, no renovó contrato.
A pesar de que se rumoreaba su llegada al Sport Boys. Finalmente firmó por Sport Huancayo, club con el que disputará la Copa Sudamericana 2019. En la primera fecha de la Liga 1, fue expulsado luego de una supuesta agresión contra Emanuel Herrera, finalmente Herrera acusó al toco de haberlo mordido en pleno partido.

## Clubes
| Club                   | País      | Año         |
| ---------------------- | --------- | ----------- |
| Platense               | Uruguay   | 2007        |
| Villa Española         | Uruguay   | 2008        |
| Portuguesa             | Venezuela | 2009        |
| El Tanque Sisley       | Uruguay   | 2009 - 2010 |
| Durazno                | Uruguay   | 2010        |
| Sportivo Luqueño       | Paraguay  | 2011        |
| Boston River           | Uruguay   | 2011 - 2012 |
| Gimnasia y Esgrima (J) | Argentina | 2012 - 2013 |
| Miramar Misiones       | Uruguay   | 2013        |
| Marathón               | Honduras  | 2014        |
| Mitre                  | Argentina | 2014        |
| Deportivo Quito        | Ecuador   | 2015        |
| Chacarita Juniors      | Argentina | 2015        |
| The Strongest          | Bolivia   | 2016 - 2017 |
| Peñarol                | Uruguay   | 2018        |
| Cobreloa               | Chile     | 2018        |
| Sport Huancayo         | Perú      | 2019        |
| Nueva Chicago          | Argentina | 2020        |
| Rampla Juniors         | Uruguay   | 2020        |
| Real Tomayapo          | Bolivia   | 2021        |
| Cobán Imperial         | Guatemala | 2021        |
| Real Tomayapo          | Bolivia   | 2022 - 2022 |

## Palmarés

### Torneos nacionales
| Título                       | Club             | País    | Año  |
| ---------------------------- | ---------------- | ------- | ---- |
| Segunda División Profesional | El Tanque Sisley | Uruguay | 2010 |
| Torneo Apertura              | The Strongest    | Bolivia | 2016 |
| Supercopa Uruguaya           | Peñarol          | Uruguay | 2018 |
| Campeonato Uruguayo          | Peñarol          | Uruguay | 2018 |